# Anne-Marie Donovan
Anne-Marie Donovan (* im 20. Jahrhundert in Montreal) ist eine kanadische Sängerin, Regisseurin und Autorin multikultureller und multimedialer Theaterproduktionen.

## Leben
Donovan begann ihre Laufbahn als Sängerin im Bereich der neuen Musik. Sie sang die Uraufführungen und Aufnahmen von mehr als fünfzig Werken kanadischer und ausländischer Komponisten, war von 1994 bis 2000 künstlerische Leiterin der NUMUS Concerts, einer kanadischen Gesellschaft für neue Musik, und gründete in Montreal das Blue Rider Ensemble. 2007 gründete sie Inter Arts Matrix, eine Organisation zur Förderung der interdisziplinären Kunst, deren künstlerische Leiterin sie bis 2014 war. Ab 1993 unterrichtete sie am Theatre and Performance Department der University of Waterloo, die sie 2003 mit dem Distinguished Teacher Award auszeichnete. Mit ihrem Bruder Michael Donovan gründete sie den Long Reach Opera Workshop für angehende Opernsänger.
Als Regisseurin leitete Donovan u. a. die Aufführung des Schauspiels Lord Sword von Douglas W. Campbell, der Opern Ghost Tango von Tim Brady und Douglas Burnett und Giiwedin von Spy Dénommé-Welch und Catherine Magowan,  Spring Awakening, The Musical  und die Uraufführung von Barbara Croalls Manidoog. Mit der Malerin Isabella Stefanescu und dem Verleger Kim Jernigan initiierte sie 2017 bei Inter Arts Matrix das Projekt Phaedra Echoes zur Erforschung der Darstellung des Phaidrastoffes in Malerei, Musik, Theater und Dichtung verschiedener Zeiten und Kulturen, das in zwei Performances mündete: Phaedra 101 für Sänger-Schauspieler und Cello und Les racines de la rage für Sänger und zwei Instrumentalisten. Mit der Choreographin Sylvie Bouchard arbeitete sie erstmals 2023 als Dramaturgin zusammen und führte 2023–24 Regie in deren Solowerk Ho m a ge.
Zu den eigenen Bühnenwerken Donovans zählen Sounding Rituals (2007), The Last 15 Seconds (2009), Frankensteins Ghost (2011) und Maanomaa, My Brother, ein interkulturelles Werk in Gemeinschaftsarbeit mit Tawiah Ben M’Carthy und Brad Cook (2022–23).